# Papillon anglais
Le papillon anglais est une race de lapin domestique d'origine anglaise. Cette race de lapin présente la particularité d’avoir une robe tachetée, avec notamment une tache colorée en forme de papillon au niveau du nez d'où la race tire son nom.
Ce lapin de petite taille trouve son origine dans les populations de lapins tachetés présentes en France et en Allemagne depuis très longtemps, et a été sélectionné en Angleterre en vue de devenir un lapin d'ornement. C'est une des plus anciennes races de lapins de compagnie, et il excelle dans ce rôle, bien qu'un peu trop actif. On le retrouve un peu partout dans le monde, mais en effectifs somme toute restreints.
Au salon de l'Agriculture 2012, un papillon anglais noir a été élu race coup de cœur du parrain du salon de la basse-cour, Gérard Miller.

## Origine
Une première description d'un lapin correspondant au papillon anglais est faite au XIXe siècle par Cuniculus. En 1887, la comtesse d'Albertas précise dans ses écrits avoir reçu des lapins ressemblant au papillon anglais qu'elle semble apprécier particulièrement. À l'époque, il est décrit comme un lapin commun par Meslay qui a pu en observer en Angleterre, mais aussi en France, notamment en Normandie et en Bretagne. En fait, le papillon anglais semble avoir pour origine les mêmes lapins tachetés à l'origine du géant papillon français, mais la sélection opérée en Angleterre a conduit à une race bien différente, tant du point de vue du motif de coloration que de la taille.
La race se développe réellement en Angleterre dans les années 1850 et 1860, et est alors assez populaire. Elle connaît un fort déclin par la suite, et ne fait sa réapparition qu'une vingtaine d'années plus tard, sous l'impulsion d'éleveurs qui l'orientent définitivement vers une race d'exposition. On l'exporte vers les États-Unis dès les années 1910, et un livre généalogique y est ouvert en 1924. Il s'est également développé en France où on compte aujourd'hui environ 1 300 reproducteurs dans 250 élevages.

## Description

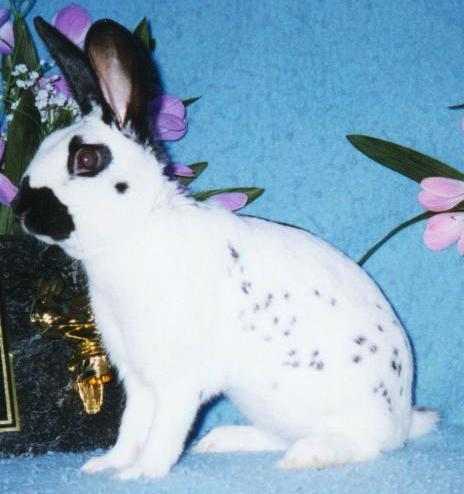
Lapin papillon anglais.

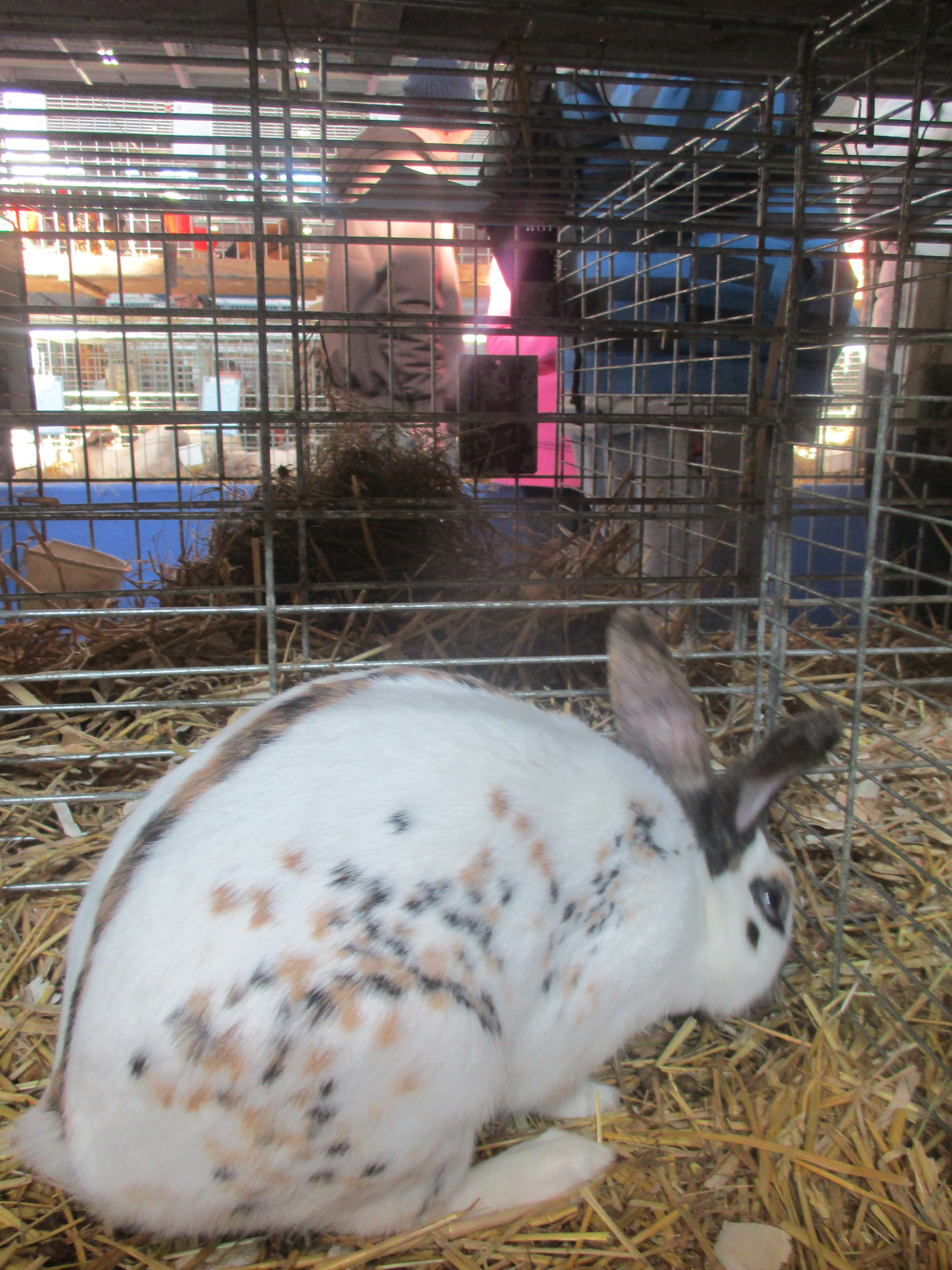
Vue de dos.

Le papillon anglais est un lapin de petite taille, pesant entre 2 et 3 kilos. Leurs oreilles sont potées raides et droites et mesurent entre 8,5 et 11 centimètres. Le corps est assez long pour une race de petite taille et les pattes bien apparentes. La ligne de dos est arquée, et la croupe est arrondie. Les animaux ne montrent jamais de fanon. La fourrure est courte et dense, et la robe blanche est tachetée. Toutes les couleurs sont admises. La différence entre le blanc et la couleur des taches doit, selon le standard de la Société française de cuniculiculture, être la plus marquée possible.
Les taches doivent avoir une disposition bien particulière, avec une tache caractéristique en forme de papillon sur le nez, des yeux cerclés de couleur, des oreilles colorées, une ligne dorsale continue de la base des oreilles jusqu'à la queue, une tache sur la joue, juste au-dessous de l'œil, et de petits points sur le reste du corps, qui doivent être détachés et les plus nombreux possible.
C'est un lapin relativement actif, qui passe une à deux heures par jour à courir.

## Aptitudes
Le papillon anglais atteint sa maturité sexuelle entre 7 et 9 mois. Le nombre moyen de lapereaux par portée se situe entre 7 et 8 mais les pertes sont importantes avant le sevrage. Les mères ont pourtant un comportement maternel exemplaire, et élèvent facilement des petits issus d'autres lapines. Ce lapin est actif et a un grand appétit. De par sa taille, et ses performances médiocres de reproduction, le papillon anglais est une race exclusivement réservée aux concours et exhibitions et à l'élevage comme animal de compagnie. Quand on l'habitue assez tôt, il joue assez bien ce rôle et est tolérant vis-à-vis des autres animaux de compagnie. Il est toutefois déconseillé pour les jeunes enfants du fait de son énergie débordante.

## Sélection

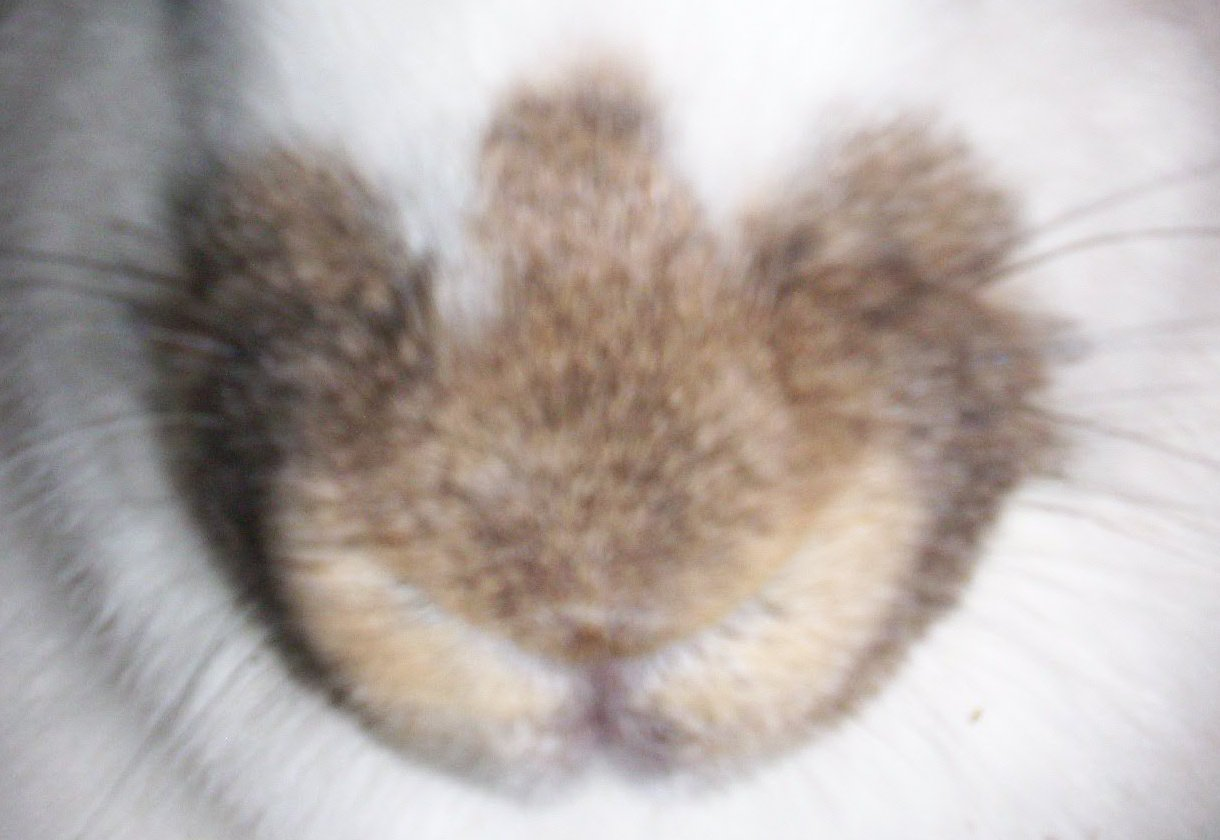
Tache caractéristique en forme de papillon.

Le papillon anglais doit faire l'objet d'une sélection drastique pour que son patron de coloration soit conservé. En effet, les portées contiennent généralement de nombreux lapereaux ne convenant pas à ces standards, avec par exemple une tache du nez inadéquat ou une ligne dorsale discontinue, et devant être éliminés de la reproduction.

## Diffusion
Le papillon anglais est un lapin moyennement répandu. On le rencontre quand même dans divers pays comme lapin de compagnie, comme bien sûr en Angleterre, mais également aux États-Unis depuis les années 1910 et en France.